# Rheintal/Walgau Autobahn
L'autostrada austriaca A14, chiamata anche Rheintal/Walgau Autobahn, parte dal confine con la Germania, al congiungimento con la Bundesautobahn 96, fino ad arrivare a Bludenz, da dove prosegue verso il Tirolo come superstrada S16. L'autostrada è lunga 61 km.

## Percorso
|      |                                                     |    |                |  |  |
| Tipo | Indicazione                                         | Km | Strada europea |  |  |
|      | Bundesautobahn 96 Confine di Stato - Germania       |    |                |  |  |
|      | Area di parcheggio "Hörbranz"                       |    |                |  |  |
|      | Hörbranz / Lochau                                   | 1  |                |  |  |
|      | Bregenz                                             | 9  |                |  |  |
|      | Lauterach / Wolfurt (solo carreggiata nord)         | 10 |                |  |  |
|      | Wolfurt / Lauterach (solo carreggiata sud)          | 12 |                |  |  |
|      | Dornbirn-Nord                                       | 14 |                |  |  |
|      | Dornbirn-Süd                                        | 18 |                |  |  |
|      | Hohenems                                            | 23 |                |  |  |
|      | Area di servizio "Hohenems"                         |    |                |  |  |
|      | Altach / Götzis (solo carreggiata sud)              | 27 |                |  |  |
|      | Götzis (solo carreggiata nord)                      | 29 |                |  |  |
|      | Klaus / Koblach (solo carreggiata sud)              | 31 |                |  |  |
|      | Rankweil (solo carreggiata sud)                     | 35 |                |  |  |
|      | Feldkirch-Nord (anche Rankweil in carreggiata nord) | 36 |                |  |  |
|      | Feldkirch / Frastanz                                | 41 |                |  |  |
|      | Nenzing / Bludesch                                  | 50 |                |  |  |
|      | Bludenz / Nüziders                                  | 57 |                |  |  |
|      | Brandnertal (solo carreggiata sud)                  | 58 |                |  |  |
|      | Bludenz / Bürs                                      | 59 |                |  |  |
|      | Arlberg Schnellstraße S16                           |    |                |  |  |